# تيم بريوكيرس
تيم بريوكيرس (بالهولندية: Tim Breukers)‏ (4 نوفمبر 1987 بأولدنزال في هولندا - ) هو لاعب كرة قدم هولندي في مركز الدفاع. لعب مع تفينتي أنشخيدة وهيراكليس ألميلو وJong FC Twente ‏.

## وصلات خارجية
- تيم بريوكيرس على موقع قاعدة بيانات كرة القدم.إي يو (الإنجليزية)
- تيم بريوكيرس على موقع Soccerway.com (الإنجليزية)
- تيم بريوكيرس على موقع عالم كرة القدم.نت (الإنجليزية)
- تيم بريوكيرس على موقع AS.com (الإسبانية)